# BK Horizont Minsk
Basketbolnyj kloeb Horizont Minsk (Wit-Russisch: Баскетбольны клуб Гарызонт Мінск) is een damesbasketbalteam uit Minsk, Wit-Rusland welke speelt in de Wit-Russische Major Liga. Eigenaar van de club is Belarusbank.

## Geschiedenis
Horizont had al een geschiedenis in het basketbal toen het nog uitkwam op het hoogste niveau van de Sovjet-Unie. De club werd tweede in 1989 en derde in 1991 om het landskampioenschap van de Sovjet-Unie. De club werd later opgeheven. In 1998 verloor Horizont de finale om de Baltic League. Ze verloren van Rygos RTU-Klondaika uit Letland. In 1999 stonden ze weer in de finale om de Baltic League. Ze wonnen van Arvi Veritas uit Litouwen met 71-58. In 2006 werd de club werd later opgeheven. In juli 2010 werd Horizont opnieuw opgericht. De club won de beker van Wit-Rusland in 2011, 2012, 2013, 2015, 2020, 2021, 2022 en 2023. In 2012 werd zelfs de dubbel gewonnen omdat ze ook voor de eerste keer landskampioen werden. In 2012 stonden ze in de finale om de Baltic League. Ze verloren van VIČI-Aistės Kaunas uit Litouwen met 66-79. In 2013 stonden ze weer in de finale om de Baltic League. Weer verloor Horizont. Dit keer van Olimpia Grodno uit Wit-Rusland met 49-74. In 2014 stonden ze weer in de finale om de Baltic League. Weer verloor Horizont. Dit keer van Kibirkštis-VIČI uit Litouwen met 57-67.

## Resultaten

### Staafdiagram
Het cijfer in iedere staaf is de bereikte positie aan het eind van de competitie.
| 1 |

| 1 |

| 3 |

| 2 |

| 2 |

| 1 |

| 2 |

| 2 |

| 3 |

| 2 |

| 1 |

| 1 |

| 1 |

| 2 |

| 1 |

| Wit-Russische Major Liga |

| Wit-Russische Major Liga |

## Erelijst
- Landskampioen Sovjet-Unie:
  - Tweede: 1989
  - Derde: 1991

- Landskampioen Wit-Rusland: 15
  - Winnaar: 1993, 1994, 1995, 1996, 1997, 1998, 1999, 2000, 2011, 2012, 2016, 2021, 2022, 2023, 2025
  - Tweede: 2002, 2014, 2015, 2017, 2018, 2020, 2024
  - Derde: 2001, 2005, 2006, 2013, 2019

- Bekerwinnaar Wit-Rusland: 10
  - Winnaar: 1998, 2011, 2012, 2013, 2015, 2020, 2021, 2022, 2023, 2024
  - Runner-up: 1997, 2000, 2005, 2010, 2016, 2017

- Baltic League: 1
  - Winnaar: 1999
  - Runner-up: 1998, 2012, 2013, 2014

## Bekende (oud)-spelers
- -- Irina Goeba
- - Tatjana Ivinskaja
- - Galina Savitskaja
- - Alena Sjvajbovitsj
- -- Irina Soemnikova
- Volha Padabed
- Joelija Rytsikava
- - Katsjaryna Snytsina
- Natallja Martsjanka
- Anastasija Veremejenko
- Kristina Alikina